# Revista de Educación Matemática
La Revista de Educación Matemática es una revista científica argentina revisada por pares, especializada en campo de la Educación Matemática, editada por la Unión Matemática Argentina en conjunto con la Facultad de Matemática, Astronomía, Física y Computación de la Universidad Nacional de Córdoba.

## Historia
Fundada en 1982 bajo la dirección del Dr. Cristián Sánchez, la revista fue creada con el objetivo de difundir aportes y discusiones referentes al campo de la Educación Matemática. 
Nace originalmente en formato papel, en el año 2000 comienza a publicarse digitalmente en el portal de la Facultad de Matemática, Astronomía, Física y Computación de la Universidad Nacional de Córdoba y desde 2008 se publica en el portal de Revistas Digitales de la Universidad Nacional de Córdoba.